# Elatostema hirtellipedunculatum
Elatostema hirtellipedunculatum är en nässelväxtart som beskrevs av B.L. Shih och Yuen P. Yang. Elatostema hirtellipedunculatum ingår i släktet Elatostema och familjen nässelväxter. Inga underarter finns listade i Catalogue of Life.